# Rivista storica italiana
La Rivista storica italiana è un periodico italiano che si occupa di storia e filologia, considerato, almeno nel periodo iniziale, fra i più autorevoli organi di informazione storica in Italia.
Venne fondata nel 1884 da Costanzo Rinaudo, col patrocinio di Pasquale Villari e di Ariodante Fabretti. Rinaudo la diresse fino al 1922.
Negli anni del regime fascista si alternarono alla sua direzione Pietro Egidi, Francesco Cognasso, Giorgio Falco e Gioacchino Volpe. Conobbe un periodo di rilancio, anche a livello internazionale, nel dopoguerra, grazie alla direzione di Federico Chabod (dal 1950 al 1960) e di Franco Venturi (dal 1960 al 1994), nel corso degli anni coadiuvato da importanti collaboratori (Arnaldo Momigliano, Ernesto Sestan, Leo Valiani).
Dal 1995 al 2005 è stata diretta dall'antichista Emilio Gabba, successivamente da Giuseppe Ricuperati. È edita dalle Edizioni Scientifiche Italiane.